# پارک ملی نیکو
پارک ملی نیکو (به لاتین: Nikkō National Park) یک پارک ملی و منطقهٔ مسکونی در ژاپن است که در Honshū, Japan واقع شده‌است.